# Conostegia micrantha
Conostegia micrantha är en tvåhjärtbladig växtart som beskrevs av Paul Carpenter Standley. Conostegia micrantha ingår i släktet Conostegia och familjen Melastomataceae.
Artens utbredningsområde är Panamá. Inga underarter finns listade i Catalogue of Life.